# X-COM
 (avril 2020).
Si vous disposez d'ouvrages ou d'articles de référence ou si vous connaissez des sites web de qualité traitant du thème abordé ici, merci de compléter l'article en donnant les références utiles à sa vérifiabilité et en les liant à la section « Notes et références ».
X-COM est une série de jeux vidéo commencée par MicroProse en 1994. Le scénario de la série prend pour origine la première invasion alien sur Terre à la fin du XXe siècle. Pour lutter efficacement dans cette guerre peu ordinaire, les Nations unies créent eXtraterrial COMbat unit plus connu sous l'abréviation X-Com. Il s'agit d'une armée spécialisée dans la lutte extra-terrestre. La série suit donc les guerres que mène la X-Com contre les diverses menaces extérieures.
La trilogie originale comprend UFO: Enemy Unknown, Terror From The Deep et Apocalypse. Chacun se déroule à des époques différentes (1999, 2042, 2084) mais se déroulent tous sur Terre.

## Série

### Trilogie originale
- 1994 : UFO: Enemy Unknown (X-COM: UFO Defense)
- 1995 : X-COM: Terror from the Deep
- 1997 : X-COM: Apocalypse

### Spin-off
- 1998 : X-COM: Interceptor
- 1999 : X-COM: First Alien Invasion
- 2001 : X-COM: Enforcer
- 2001 : X-COM: Alliance
- 2013 : The Bureau: XCOM Declassified

### Les jeux inspirés de la série
- 2003 : UFO: Aftermath
- 2005 : UFO: Aftershock
- 2007 : UFO: Afterlight
- 2007 : UFO: Extraterrestrials
- 2008 : UFO: Alien Invasion
- 2014 : Xenonauts
- 2023 : Xenonauts 2

### Reboot
- 2012 : XCOM: Enemy Unknown
- 2013 : XCOM: Enemy Within
- 2016 : XCOM 2
- 2020 : XCOM: Chimera Squad